# إيفون بترا
إيفون بترا (بالفرنسية: Yvon Petra)‏ كان لاعب كرة مضرب فرنسي بدأ مسيرته كمحترف سنة 1948 وكان يلعب باليد اليمنى، اعتزل اللعب في 1955. كما أنه أحد أبطال الجراند سلام. أعلى تصنيف له في الفردي كان المركز الـ 4 في سنة 1946.

## النهائيات

### الفردي (الألقاب 1)
| الحصيلة | السنة | البطولة  | المنافس في النهائي | النتيجة في النهائي      |
| ------- | ----- | -------- | ------------------ | ----------------------- |
| الفوز   | 1946  | ويمبلدون | جيف براون          | 6–2, 6–4, 7–9, 5–7, 6–2 |

## روابط خارجية
- إيفون بترا على موقع رابطة محترفي التنس (الإنجليزية)
- إيفون بترا على موقع الاتحاد الدولي لكرة المضرب (الإنجليزية)
- إيفون بترا على موقع كأس ديفيز (الإنجليزية)
- إيفون بترا على موقع قاعة مشاهير كرة المضرب الدولية (الإنجليزية)
- إيفون بترا على موقع خلاصة التنس.كوم (الإنجليزية)